# .lr
A .lr Libéria internetes legfelső szintű tartomány kódja, melyet 1997-ben hoztak létre.

## Második szintű tartománykódok
- com.lr – kereskedelmi szervezeteknek.
- edu.lr – oktatási intézményeknek.
- gov.lr – kormányzati intézményeknek.
- org.lr – nonprofit szervezeteknek.
- net.lr – internetszolgáltatóknak.